# Баба Джаймал Сінгх
Ба́ба Джайма́л Сінгх (Baba Jaimal Singh 1839  — †29 грудня 1903) — індійський релігійний діяч, Майстер Сант Мат (Sant Mat).